# J. J. Benítez
Juan José Benítez (n. 7 septembrie 1946, Pamplona, Navarra) este un autor spaniol. Benítez a primit o diplomă în jurnalism la Universitatea din Navarra în 1965 și și-a început activitatea ca jurnalist la ziarul La Verdad din Murcia în ianuarie 1966. În următorii ani, a devenit tot mai interesat de fenomenul OZN, realizând investigații extinse pe astfel de subiecte. După ce lucrat la numeroase alte ziare, a părăsit în cele din urmă munca de jurnalism la sfârșitul anilor 1970, în scopul de a aloca timp suficient studiului fenomenului OZN.
Locuiește în prezent în orașul de coastă Barbate, Andalusia, împreună cu soția sa și cu cei doi câini ai săi.
De-a lungul a trei decenii a publicat peste 50 de cărți, inclusiv rapoartele unor investigații, eseuri, romane și poezii, având peste nouă milioane de copii ale cărților sale vândute în întreaga lume, din care peste cinci milioane de copii aparțin de saga Caballo de Troya (Calul Troian).
El a regizat, de asemenea, o serie de documentare TV numite Planeta Encantado, în care el călătorește în 17 țări diferite pentru a interpreta câteva dintre cele mai mari mistere nerezolvate ale istoriei.

## Listă de cărți publicate
- Caballo de Troya 9
- De la mano con Frasquito (2008)
- El hombre que susurraba a los «ummitas» (2007)
- Diez preguntas eternas (2006)
- Caballo de Troya 8: Jordán (2006)
- Caballo de Troya 7: Nahum (2005)
- Cartas a un idiota (2004)
- Planeta Encantado 6. Una caja de madera y oro. Las esferas de nadie (2004)
- Planeta Encantado 5. Astronautas en la edad de piedra. Escribamos de nuevo la historia (2004)
- Planeta Encantado 4. El anillo de plata. Tassili (2004)
- Planeta Encantado 3. El secreto de Colón. Un as en la manga de Dios (2004)
- Planeta Encantado 2. Los señores del agua. El mensaje enterrado (2004)
- Planeta Encantado 1. La huella de los dioses. La isla del fin del mundo (2003)
- Mi Dios Favorito (2002)
- Mis Ovnis Favoritos (2001)
- Al Fin Libre (2000)
- 25 años de investigación: 13. Operación 23 (1999)
- 25 años de investigación: 12. Luz negra (1999)
- 25 años de investigación: 11. Apolo 11: ustedes no lo creerán (1999)
- 25 años de investigación: 10. UMMO (1999)
- 25 años de investigación: 9. El gran apagón (1999)
- 25 años de investigación: 8. El mundo nunca sabrá (1999)
- 25 años de investigación: 7. Confidencial: ¡Abatidlos! (1999)
- 25 años de investigación: 6. La era ovni (1999)
- 25 años de investigación: 5. Alto secreto (1999)
- 25 años de investigación: 4. La noche más larga (1999)
- 25 años de investigación: 3. El árbol y la serpiente (1999)
- 25 años de investigación: 2. Franco: censura ovni (1999)
- 25 años de investigación: 1. Encuentro en Sudáfrica (1999)
- Caballo de Troya 6: Hermón (1999)
- A 33.000 Pies (1997)
- Ricky B (1997)
- Caballo de Troya 5: Cesarea (1996)
- Mágica Fe (1994)
- Materia Reservada (1993)
- Mis enigmas favoritos (1993)
- El papa rojo (1992) (nuvelă)
- A solas con la mar (1990)
- La Quinta Columna (1990)
- La punta del iceberg (1989)
- El misterio de la Virgen de Guadalupe (1989)
- Siete Narraciones Extraordinarias (1989. Co-autor)
- Caballo de Troya 4: Nazaret (1989)
- El testamento de San Juan (1988)
- Yo, Julio Verne (1988)
- Caballo de Troya 3: Saidan (1987)
- La Otra Orilla (1986)
- Caballo de Troya 2: Masada (1986)
- La Rebelión de Lucifer (1985)
- Caballo de Troya 1: Jerusalén (1984)
- Los Tripulantes No Identificados (1983)
- Los Espías del Cosmos (1983)
- El ovni de Belén (1983)
- Sueños (1982)
- La Gran Oleada (1982)
- Terror en la Luna (1982)
- Los Visitantes (1982)
- Encuentro en Montaña Roja (1981)
- Los Astronautas de Yavé (1980)
- Incidente en Manises (1980)
- El Enviado (1979)
- Tempestad en Bonanza (1979)
- Cien mil kilómetros tras los ovnis (1978)
- Ovni: Alto secreto (1977)
- Ovni: S.O.S a la Humanidad (1975)
- Existió Otra Humanidad (1975)

## Legături externe
- Site-ul oficial al autorului